# Alessandro Fantini (ciclista)
Alessandro Fantini (Fossacesia, 1º gennaio 1932 – Treviri, 5 maggio 1961) è stato un ciclista su strada italiano.
Professionista dal 1954 al 1961, vinse sette tappe al Giro d'Italia e due al Tour de France.

## Carriera
Vinse sette tappe al Giro d'Italia e due al Tour de France. Giunse secondo, a 7'44" da Charly Gaul, nella celebre tappa del Monte Bondone al Giro d'Italia 1956 (corsa che chiuderà al sesto posto).
Morì nel 1961 in seguito a una caduta durante la sesta tappa del Giro di Germania. Il comune di Lanciano gli ha intitolato il velodromo Fantini, all'interno dello stadio Biondi in città. Il 12 settembre 2021 le ceneri di Alessandro Fantini sono state restituite alla sua città natale e, per l'occasione, è stato posto un monumento, dedicato all'atleta e a tutti gli sportivi tragicamente scomparsi, all'ingresso del Cimitero di Fossacesia (CH).

## Palmarès
- 1954 (Atala, cinque vittorie)

Coppa Pietro Linari
1ª tappa Giro di Puglia e Lucania
2ª tappa Giro di Puglia e Lucania (Fasano > Lecce)
3ª tappa Giro di Puglia e Lucania (Lecce > Trani)
4ª tappa Giro di Puglia e Lucania (Trani > San Giovanni Rotondo)
- 1955 (Atala, tre vittorie)

4ª tappa Giro d'Italia (Sanremo > Acqui Terme)
17ª tappa Giro d'Italia (Lido di Jesolo > Trieste)
12ª tappa Tour de France (Avignone > Millau)
- 1956 (Atala, tre vittorie)

2ª tappa, 1ª semitappa Giro d'Italia (Alessandria > Genova)
3ª tappa Giro d'Italia (Genova > Salice Terme)
7ª tappa Tour de France (Lorient > Angers)
- 1957 (Atala, tre vittorie)

8ª tappa, 1ª semitappa Gran Premio Ciclomotoristico (Spoleto > Rieti)
5ª tappa Giro d'Italia (Cattolica > Loreto)
17ª tappa, 1ª semitappa Giro d'Italia (Varese > Como)
- 1959 (Atala, una vittoria)

16ª tappa Giro d'Italia (Bolzano > San Pellegrino Terme)
- 1960 (Gazzola, tre vittorie)

1ª tappa Deutschland Tour (Colonia > Münster)
5ª tappa Deutschland Tour (Hanau > Ludwigshafen)
Milano-Vignola
- 1961 (Gazzola, una vittoria)

4ª tappa Deutschland Tour (Monaco di Baviera > Kellmünz)

### Altri successi
- 1958 (Atala, una vittoria)

Criterium di Giulianova

## Piazzamenti

### Grandi Giri
- Giro d'Italia

1955: 15º
1956: 6º
1957: 21º
1958: 47º
1959: 19º
1960: 58º
- Tour de France

1955: 25º
1956: 48º
- Vuelta a España

1959: ritirato

### Classiche monumento
- Milano-Sanremo

1955: 17º
1957: 15º
1958: 10º
1960: 14º
1961: 69º
- Parigi-Roubaix

1960: 61º
- Giro di Lombardia

1955: 11º
1956: 34º
1958: 27º
1959: 4º

### Competizioni mondiali
- Campionati del mondo

Lussemburgo 1952 - In linea dilettanti: 18°
Copenaghen 1956 - In linea: ritirato